# Opilioparamo
Genre
Synonymes
- Paramo González-Sponga, 1987 nec Adams & Bernard, 1977

Opilioparamo est un genre d'opilions laniatores de la famille des Zalmoxidae.

## Distribution
Les espèces de ce genre sont endémiques du Venezuela.

## Liste des espèces
Selon World Catalogue of Opiliones (19/10/2021) :
- Opilioparamo meridensis (González-Sponga, 1987)
- Opilioparamo regaladoi (González-Sponga, 1999)

## Systématique et taxinomie
Le nom Paramo González-Sponga, 1987 étant préoccupé par Paramo Adams & Bernard, 1977, il est renommé Opilioparamo par Özdikmen en 2008.

## Publications originales
- Özdikmen, 2008 : « Nomenclatural changes for some preoccupied harvestman genus group names (Arachnida: Opiliones). » Turkish Journal of Arachnology, vol. 1, p. 37–43.
- González-Sponga, 1987 : « Aracnidos de Venezuela. Opiliones Laniatores I. Familias Phalangodidae y Agoristenidae. » Boletin de la Academia de Ciencias Fisicas, Matematicas y Naturales, vol. 23, p. 1–562 (texte intégral).